# 藤沢あき
藤沢 あき（ふじさわ あき、1976年2月16日-）は、大阪府出身、DXチェーン所属の元ストリッパー。
1996年12月21日いわきミュージックにてデビュー。
身長160cm・スリーサイズはB86・W58・H87、血液型はA型
長い黒髪と大きな瞳を持つ日本美人的容姿だった。
好きな物はハローキティ、ミッフィー。
2005年9月20日DX東寺の舞台を最後に引退。